# Capnobotes fuliginosus
Capnobotes fuliginosus  là một loài muỗm. Loài này được tìm thấy ở phía tây Hoa Kỳ và Mexico.
Chúng là loài ăn tạp và nó là con mồi của loài tò vò Palmodes praestans.
Longwing sooty được mô tả chính thức lần đầu tiên vào năm 1872 bởi Cyrus Thomas với danh pháp khoa học Locusta fuliginosus.

## Mô tả
Loài này dài tới 75 mm (3.0 in) với đôi cánh của nó, màu nâu xám, có đôi cánh dài, có lưng che chắn và phần sau của nó tối hơn so với trước. Chúng xòe cánh dưới tối màu của chúng khi chúng bị làm giật mình. Chúng có tiếng kêu rất to, liên tục và chói tai. Đây là một loài ăn tạp được biết là ăn các con nhộng và con trưởng thành của châu chấu Bootettix argentatus trên tán lá trong mùa hè. 

## Môi trường sống và phạm vi phân bố
Loài này có thể được tìm thấy ở trung bộ Nevada, Utah, miền nam California, New Mexico, Texas và Colorado. Chúng được tìm thấy ở các sa mạc của California. Loài này được tìm thấy lần đầu tiên tại Đài tưởng niệm Quốc gia Khủng long vào năm 1952, theo một nghiên cứu năm 1952 của Entomological News, trong đó ba người trưởng thành được phát hiện. Chúng rất năng động trong những đêm nóng. 